# オーロラUFO墜落事件

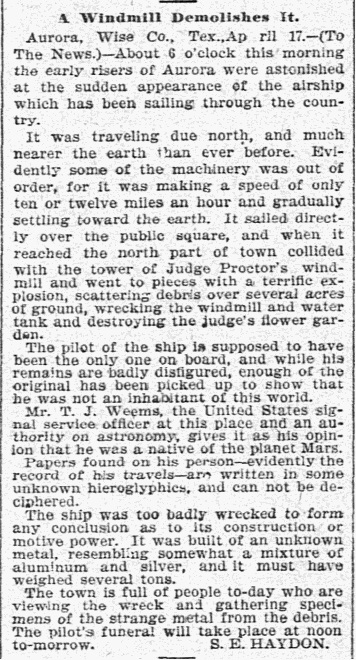
オーロラ事件の新聞記事、S.E.ハイデン著「風車に飛行船が激突」1897年4月19日の ダラス・モーニングニュース 第5面

オーロラUFO墜落事件（Aurora, Texas, UFO incident）とは、1897年に発生したとされる事件である。一般には、UFO事件として扱われる事が多い。
何らかの飛行体がテキサス州のオーロラに墜落したと伝えられた。また、この事件をきっかけにテキサス州のオーロラには様々なオカルト研究家、歴史学者がテキサス州のオーロラを訪れ事件の有無から事件の科学的検証を行っている。また、ジャーナリストのジェームス・ヘイドンが、事件の真相を知る張本人として疑われている。 1970年代に墜落円盤の話題が盛り上がったことで(ロズウェル事件のように)発掘された過去の事件の一つである。パイロットの遺骸は「この世の住人ではない」ことは明らかで、町の墓地に埋葬されたという。現地で墓標が発見されたが、その後、墓標はいつの間にか撤去されてしまった。

## 事件の報道

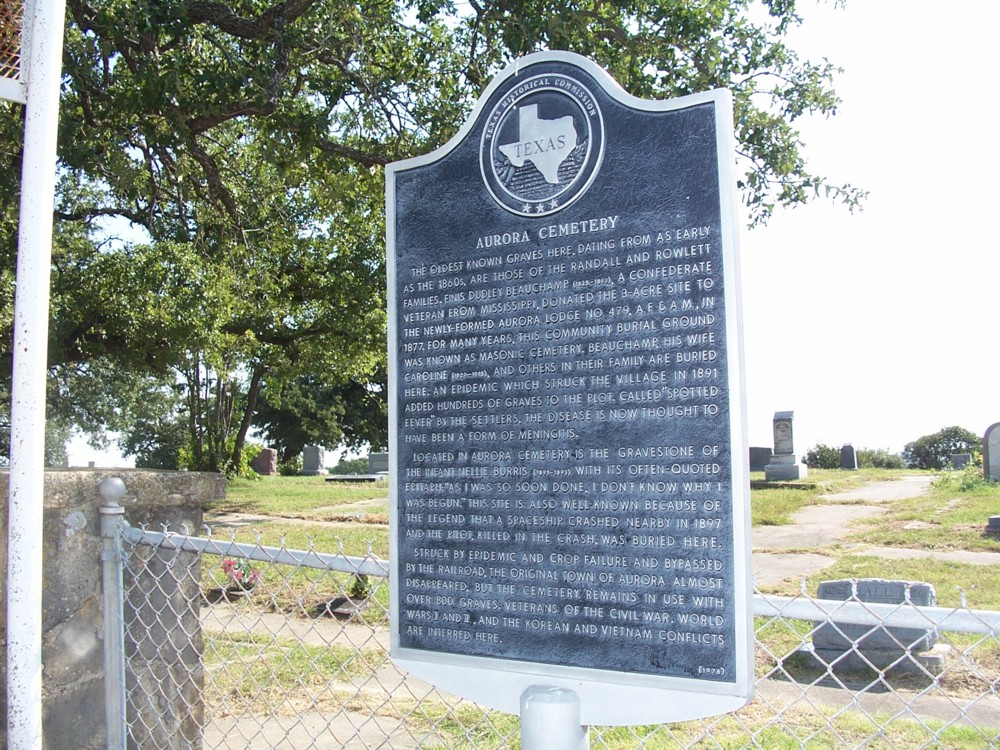
オーロラ墓地の「近くに宇宙船が墜落し、死亡したパイロットが墓地に埋葬された」と書かれた、テキサス州歴史協会 が認定した史跡であることを示した看板。

米国テキサス州の新聞ダラス・モーニングニュース の1897年4月19日の紙面に、S.E. ハイデンによって「風車に飛行船が激突」と題した記事が載った。 4月17日の朝6時頃、飛行船がプリクター判事の風車に激突し、 爆発したという。遺体はひどい損傷を受けていたが地球の住人でないことはわかったとされ、天文学の権威である当地の合衆国通信部士官 T.J. ウィームス氏は、遺体は火星の住人だろう、と話している 当時の新聞はフォートワースの公立図書館にも保存されていないが 翌日パイロットの葬儀が予定され、オーロラ墓地に埋葬された (テキサス州歴史協会がオーロラ事件について記した看板がこの墓地にある)。
残骸近くには航行記録と見られる未知の象形文字が記された紙片があり、機体は未知の金属製で総重量は数トンに及んだ。1945年、プロクター判事の土地を購入したブローリー・オーツが井戸の底にあった金属片を除去すると手先が変形する奇病を患い井戸をコンクリートで覆ってしまった。

## 悪戯説
当時は全米各地で飛行船騒動が起きており、新聞報道も娯楽記事の要素が大きかったことから、この記事もワルノリと考える説。記事の署名の主であるS.E.ハイデンは綿の買い入れ業者で、記事内で合衆国通信サービス士官とされるウィームスは町の鍛冶屋だったと、1960年代にこの事件を調べた研究者が当時の生き残りから聞いている。この説によれば、当時町に水車小屋はなく、事件そのものも「ダラス・モーニング・ニューズ」がでっち上げたものとされている。

## 調査

### MUFONによる調査
1973年、民間UFO研究団体MUFONの調査員ビル・ケースは.
この事件を知る二人の証人を見つけた。  当時15歳のメリーエヴァンスは両親とともに墜落現場に行き、 当時10歳のチャーリー・スティーブンスは、 町の北の方へ煙を吐きながら飛んでいく物体を目撃し、 翌日に町まで出かけてその残骸を見たという。
ケースの調査で、現地で飛行物体らしきシンボルが刻まれた墓標が発見された。その場からは金属反応があったというが、 発掘は許可されず、 その後、墓標はいつの間にか撤去され、金属探知機の反応も不自然に消えてしまった.
こうした証拠が正体不明の物体が実際に墜落していたことを強く示唆したが、 その証拠はいずれも決定的なものにはならなかった。

### ヒストリーチャンネルによる調査
2008年11月、ヒストリーチャンネル のレポートによって、現場で発見された金属片が報告された。
北テキサス大学の研究室で分析すると、 それはアルミニウムと鉄の合金と判明。 当時、このような合金は存在せず、 現在でも原子炉の燃料被覆材料としてのみ使用されている。
現場で封印されていた井戸からも同じく高レベルのアルミニウムが検出された。